# No dejemos que se apague
«No dejemos que se apague» es el segundo sencillo del dúo de reguetón Wisin & Yandel de su álbum Los vaqueros: El regreso, cuenta con la colaboración de 50 Cent y T-Pain. Se lanzó como segundo sencillo y fue puesto en libertad de manera digital el 13 de diciembre de 2010.

## Antecedentes
La canción fue filtrada en internet en noviembre de 2010, fue anunciada en un principio como sencillo del álbum, pero por decisión de Wisin & Yandel se cambió por "Zun zun rompiendo caderas".

## Video musical
El video musical fue dirigido por Jessy Terrero en la ciudad de Los Ángeles. Los cantantes aparecen en escena interpretando a unos ladrones de bancos junto con los cantantes 50 Cent y T-Pain que los ayudan a asaltar el lugar. El video fue estrenado el 17 de diciembre de 2010.